# Alexandre dels Països Baixos
Alexandre dels Països Baixos nom de naixement Willem Alexander Karel Hendrik Frederik (La Haia, 25 d'agost de 1851 - La Haia, 21 de juny de 1884), va ser Príncep del Regne dels els Països Baixos, Príncep de la Casa d'Orange-Nassau, des de l'11 de juny de 1879 fins a la seva mort l'hereu del seu pare, el rei Guillem III dels Països Baixos.

## Vida
Va néixer amb una condició física malaltissa, la columna vertebral torçada i la seva espatlla esquerra més elevada que la dreta. A causa de la debilitat de la seva columna, va haver de portar una faixa de metall des de 1867, el que acabaria provocant-li una ferida al fetge.
Alexandre va ocupar la posició d'hereu després de la mort del seu germà gran, Guillem d'Orange (1840-1879) i fins a la seva pròpia mort als 32 anys, el 21 de juny de 1884 de tifus. Encara que mai no es va casar, la casa reial va mantenir negociacions perquè contragués matrimoni, primer amb la princesa Thyra de Dinamarca i suposadament amb la infanta Maria Anna de Portugal.

## Mort
Va ser enterrat al panteó reial de l'Església nova de Delft el 17 de juliol de 1884. Després de la seva mort la seva germanastra Guillemina es va convertir en l'hereva del tron dels Països Baixos. La mort d'Alexandre també va significar que quan el seu pare Guillem III va morir sense hereus barons el Gran Ducat de Luxemburg va ser heretat pel Duc Adolf de Luxemburg de la línia Walram de la Casa de Nassau en virtut dels termes d'un tractat dinàstic pel que una dona no podia heretar el títol del Gran Ducat.